# Шомон-Порсьен (кантон)
Шомо́н-Порсье́н (фр. Chaumont-Porcien) — кантон во Франции, находится в регионе Шампань — Арденны, департамент Арденны. Входит в состав округа Ретель.
Код INSEE кантона — 0807. Всего в кантон Шомон-Порсьен входит 14 коммун, из них главной коммуной является Шомон-Порсьен.

## Коммуны кантона
| Коммуна       | Население, чел. (1999) | Почтовый индекс | Код INSEE |
| ------------- | ---------------------- | --------------- | --------- |
| Во-ле-Рюбиньи | 57                     | 08220           | 08465     |
| Дрез          | 100                    | 08220           | 08146     |
| Думли-Беньи   | 86                     | 08220           | 08143     |
| Живрон        | 85                     | 08220           | 08192     |
| Ла-Романь     | 119                    | 08220           | 08369     |
| Монмейан      | 84                     | 08220           | 08307     |
| Ремокур       | 135                    | 08220           | 08356     |
| Ренвиль       | 235                    | 08220           | 08360     |
| Роккиньи      | 755                    | 08220           | 08366     |
| Рюбиньи       | 64                     | 08220           | 08372     |
| Сен-Жан-о-Буа | 138                    | 08220           | 08382     |
| Фрайикур      | 204                    | 08220           | 08178     |
| Шап           | 91                     | 08220           | 08102     |
| Шомон-Порсьен | 473                    | 08220           | 08113     |

## Население
Население кантона на 1999 год составляло 2 626 человек.
| 1962  | 1968  | 1975  | 1982  | 1990  | 1999  | 2006 | 2007 | 2008 |
| ----- | ----- | ----- | ----- | ----- | ----- | ---- | ---- | ---- |
| 3 513 | 3 735 | 3 171 | 2 843 | 2 662 | 2 626 | —    | —    | —    |